# Ardon (Zwitserland)
Ardon is een gemeente en plaats in het Zwitserse kanton Wallis, en maakt deel uit van het district Conthey. Ardon telt 2.964 inwoners.

## Geboren
- Marius Lampert (1902-1991), econoom, onderwijzer en politicus

## Overleden
- Marius Lampert (1902-1991), econoom, onderwijzer en politicus